# Brachionidium pusillum
Brachionidium pusillum är en orkidéart som beskrevs av Oakes Ames och Charles Schweinfurth. Brachionidium pusillum ingår i släktet Brachionidium och familjen orkidéer. Inga underarter finns listade i Catalogue of Life.